# Vacunación contra la COVID-19 en China continental

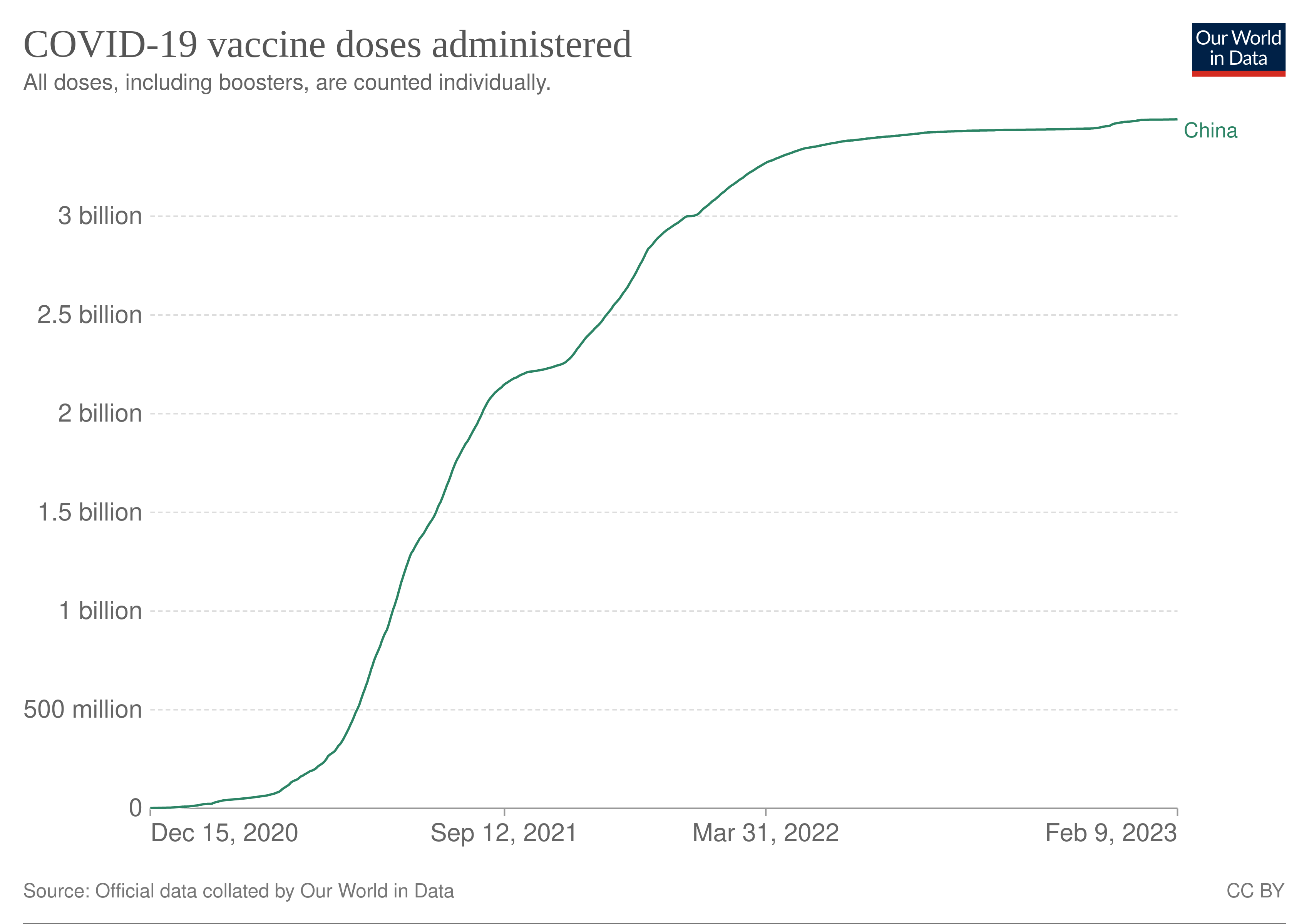
Gráfico de las dosis de la vacuna contra la COVID-19 administradas en China continental

La vacunación contra la COVID-19 en China continental es una campaña de inmunización en curso contra el síndrome respiratorio agudo severo por coronavirus 2 (SARS-CoV-2) en China continental, en respuesta a la pandemia que sigue activa en dicha región .
A julio de 2022, se estima que alrededor del 89,7% de la población del país ha recibido una vacuna, y que alrededor del 56% de la población ha recibido una dosis de refuerzo.

## Administración
En junio de 2020, se autorizó el uso de emergencia de la vacuna Sinopharm BIBP (BBIBP-CorV) en China. El 22 de julio, las autoridades chinas iniciaron el uso de emergencia de dichas vacunas.
El 15 de diciembre de 2020, comenzó la vacunación contra el COVID-19 para personas de alto riesgo. El 19 de diciembre de 2020, la Comisión Nacional de Salud (CNS) dijo que se han administrado 1 millón de dosis, y que no se habían observado reacciones adversas graves.
El 31 de diciembre de 2020, se completó la autorización comercial condicional de la vacuna BIBP, de la que se habían ya administrado más de tres millones de dosis de forma gratuita para los ciudadanos del país.
El 27 de enero de 2021, el CNS dijo que la vacunación se está realizando de forma ordenada, y que se han administrado 22,767 millones de dosis de la vacuna COVID-19 en China hasta el 26 de enero
El 1 de marzo de 2021, Zhong Nanshan dijo que la tasa de vacunación de la vacuna COVID-19 en China era del 3,56 %, y que el Centro Chino para el Control y la Prevención de Enfermedades esperaba que la tasa alcanzara el 40 % a finales de junio de 2021.
Desde fines de marzo de 2021, las autoridades aceleraron la promoción de la vacunación gratuita contra el COVID para toda la población, informándose diariamente del número de dosis administradas. El 29 de marzo de 2021, el NHC publicó la primera versión de la Guía tecnológica de vacunas contra el COVID-19 .
El 21 de abril de 2021, el NHC declaró que se han administrado más de 200 millones de dosis de la vacuna COVID-19 en China y que el 80 % de los médicos y enfermeras ya habían sido vacunados. Para el 19 de Junio, más de 1.01489 billones de dosis ya habían sido administradas.
Si bien las autoridades públicas han ordenado cierres y pruebas masivas obligatorias para áreas con infección, no ha habido ninguna regla para hacer obligatoria la vacunación. Algunas instalaciones dentro de China han hecho que la vacunación sea obligatoria para ingresar, incluidas salas de cine, gimnasios, bares de Internet, museos y bibliotecas.
En julio de 2022, según cifras oficiales, mientras que el 89 % había recibido 2 dosis, solo el 56 % de las personas elegibles había recibido una tercera dosis de refuerzo. Además, esto fue aún más bajo entre los grupos de edad vulnerables, llegando a tan solo el 19,7% de las personas mayores de 80 años. Según un informe de la BBC, esto puede atribuirse a la confianza del público en la capacidad de las autoridades para controlar los brotes, la narrativa presentada por las autoridades públicas en China de que el virus era principalmente un problema en el extranjero, así como algunos médicos dentro de China que advirtieron a las personas vulnerables de los riesgos para la salud de la vacuna.
| A fecha de      | Dosis administradas (en millones) | Referencias |
| --------------- | --------------------------------- | ----------- |
| 2020            |                                   |             |
| 19 de diciembre | >1                                | [ 4 ]       |
| 31 de diciembre | >3                                | [ 5 ]       |
| 2021            |                                   |             |
| 27 de enero     | 22.767                            | [ 7 ]       |
| 9 de febrero    | 40.52                             | [ 14 ]      |
| 15 de marzo     | 64.98                             | [ 15 ]      |
| 28 de marzo     | 102.417                           | [ DR 1 ]    |
| 21 de abril     | 204.191                           | [ DR 2 ]    |
| 7 de mayo       | 308.226                           | [ DR 3 ]    |
| 16 de mayo      | 406.938                           | [ DR 4 ]    |
| 23 de mayo      | 510.858                           | [ DR 5 ]    |
| 28 de mayo      | 602.991                           | [ DR 6 ]    |
| 2 de junio      | 704.826                           | [ DR 7 ]    |
| 8 de junio      | 808.962                           | [ DR 8 ]    |
| 14 de junio     | 904.134                           | [ DR 9 ]    |
| 19 de junio     | 1,010.489                         | [ DR 10 ]   |
| 24 de junio     | 1,120.643                         | [ DR 11 ]   |
| 28 de junio     | 1,206.714                         | [ DR 12 ]   |
| 4 de julio      | 1,305.499                         | [ DR 13 ]   |
| 14 de julio     | 1,414.609                         | [ DR 14 ]   |
| 22 de Julio     | 1,507.605                         | [ DR 15 ]   |
| 28 de julio     | 1,601.249                         | [ DR 16 ]   |
| 3 de agosto     | 1,708.356                         | [ DR 17 ]   |
| 10 de agosto    | 1,808.092                         | [ DR 18 ]   |
| 18 de agosto    | 1,900.127                         | [ DR 19 ]   |
| 26 de agosto    | 2,003.914                         | [ DR 20 ]   |
| 2023            |                                   |             |
| 1 de agosto     | 3,515.872                         | WHO         |